# Pasquale Jannaccone

Costo di produzione, 1904

Pasquale Jannaccone (ur. 18 maja 1872 w Neapolu, zm. 22 grudnia 1959 w Turynie) – włoski ekonomista, senator dożywotni.

## Życiorys
W 1893 ukończył studia prawnicze na Uniwersytecie Turyńskim. Pracował jako wykładowca ekonomii politycznej na uczelniach w Cagliari (od 1900), następnie w Sienie (od 1905) i Padwie (od 1909). W 1916 powrócił na macierzystą uczelnię, gdzie prowadził zajęcia z zakresu statystyki i polityki gospodarczej. W 1949 został prezydentem turyńskiej Akademii Nauk. W pierwszej połowie lat 50. stał na czele Włoskiego Towarzystwa Ekonomicznego.
1 grudnia 1950 prezydent Włoch Luigi Einaudi w uznaniu zasług powierzył mu godność dożywotniego senatora. Pasquale Jannaccone zasiadał w Senacie I, II i III kadencji, tj. do czasu swojej śmierci.
Poza pracami z zakresu ekonomii publikował także eseje poświęcone m.in. Edgarowi Allanowi Poe.